# Genitivo sassone
Nella lingua inglese, con il termine genitivo sassone, usato più che altro in contesti didattici di lingua straniera, si intende un modo di indicare il caso genitivo. Si ottiene grazie ad un apostrofo e ad una s posta alla fine di una parola. A seconda del caso, si ottengono forme lievemente diverse tra di loro.
Il genitivo sassone ('s) è una forma possessiva del sostantivo e solitamente si usa parlando di persone. 

## Formazione
|           | Nome regolare non terminante in "s" | Nome regolare                               | Nome irregolare                                         |
| --------- | ----------------------------------- | ------------------------------------------- | ------------------------------------------------------- |
| Singolare | -'s (es. cat's, year's)             | -'s (es. class's) (desueto) -' (es. class') | -'s (es. child's, ox's, mouse's)                        |
| Plurale   | -s' (es. cats', years')             | -es' (es. classes')                         | -ren's (children's) -en's (es. oxen's) -'s (es. mice's) |

Nei pronomi possessivi la -s finale non è interpretata come un morfema che indichi il caso possessivo, per questa ragione essi vengono scritti senza apostrofo. L'impersonale one invece è considerato combinabile con il morfema e per esso viene usata quindi la forma one's. La forma possessiva del pronome it genera spesso confusione, la pratica comune è di usare per essa la forma its e di riservare al significato della forma it's l'abbreviazione di it is oppure di it has.
In qualche caso il genitivo sottintende nel contesto della frase l'oggetto in relazione. Ad esempio la frase Can you go to Anna's? sottintende place (casa di Anna); in inglese britannico si usa anche per indicare negozi, stabilimenti e simili: the butcher's around the corner sottintende shop (la macelleria dietro l'angolo).

## Origine
La caratteristica s finale del genitivo sassone è un suffisso comune a buona parte delle lingue indoeuropee, tra cui il latino e il greco, e la sua presenza nella lingua inglese è dovuta all'influenza di antichi dialetti germanici, alcuni dei quali sono ancora in uso. 